# Recklinghausen
Recklinghausen er en by i Ruhrområdet i den tyske i delstat Nordrhein-Westfalen med omkring 120.000 indbyggere. Byen er administrationscenter i Landkreis Recklinghausen.

## Historie
Recklinghausen blev første gang nævnt i år 1017 som Richoldinchuson. Siden 1150 har byen været centrum i det såkaldte Vest Recklinghausen, et forvaltings- og domstolsområde for hele regionen. Vest Recklinghausen hørte til Kurfyrstendømmet Köln frem til 1802. I 1236 fik Recklinghausen fuldstændige byrettigheder.
Mellem 1514 og 1706 var der mange hekse, der blev brændt på bål i byen. Forfølgelsen af heksene havde sit højdepunkt fra 1580-1581 og igen fra 1588-1589.
Efter at kurfyrstendømmet Köln blev afskaffet, kom Recklinghausen til Hertugdømmet Arenberg, i 1811 til Storhertugdømmet Berg og i 1814 under det preussiske civilstyre for området mellem Weser og Rhinen. I 1815 blev byen en del af provinsen Westfalen i Preussen.
I 1949 blev Recklinghausen en storby, det vil sige, at byen nu havde mere end 100.000 indbyggere. I 1975 blev Recklinghausen administrationscentrum i Kreis Recklinghausen.